# Distrito de Matahuasi
El Distrito de Matahuasi es uno de los quince distritos que conforman la Provincia de Concepción del departamento de Junín, bajo la administración del  Gobierno Regional de Junín, en Perú. 
Desde el punto de vista jerárquico de la Iglesia católica forma parte de la Arquidiócesis de Huancayo.

## Historia
El distrito fue creado mediante Ley del 23 de octubre de 1896, en el gobierno del Presidente Nicolás de Piérola Villena.

## Geografía
Tiene una superficie de 24,74 km².

## Capital
La capital del distrito es la localidad de Matahuasi. 

## Autoridades

### Municipales
- 2019-2022: Walter Jaime Basaldua Morán, Perú Libre

- 2015-2018[2]
  - Alcalde: Víctor Hugo Maldonado Indigoyen, Movimiento regional Bloque Popular Junín (BPJ).
  - Regidores: Edilberto M. Duran Torres (BPJ), Guillermo Gonzalo Oré Bonilla (BPJ), Carlos Dionisio Taype Torres (BPJ), Leonor Elizabeth Ochoa Del Solar (BPJ), Edgar José Morales Zamudio (Fuerza Popular).
- 2011-2014[3][4]
  - Alcalde: Walter Jaime Basaldua Morán, Partido Fuerza 2011 (K).
  - Regidores: Melina Del Carmen Antizana Alcócer de Rafael (K), Julián Felipe Yupanqui Pérez (K), Félix De Valois Llacuachaqui Valverde (K), Julio Cesar Echevarria Franco (K), Roberto Arístides Martínez Casas (Unidos por Junín, Sierra y Selva).
- 2007-2010
  - Alcalde: Gloria María Herrera Meza.

### Policiales
- Comisario: Sgto. PNP

### Religiosas
- Arquidiócesis de Huancayo[5]
  - Arzobispo: Mons. Pedro Barreto Jimeno, SJ.
- Parroquia 
  - Párroco: Prb. .

## Festividades
- 20 de enero se celebra la fiesta en honor al MÁRTIR "SAN SEBASTIAN"

En el 15 de agosto se celebra la fiesta de la Asunción de María con muchas danzas típicas.